# Кіяхти
Кіяхти́ (каз. Кияқты) — село у складі Мойинкумського району Жамбильської області Казахстану. Входить до складу Хантауського сільського округу.
До 27 червня 2013 року село мало статус станційного селища.
Населення — 284 особи (2021; 365 у 2009, 390 у 1999, 468 у 1989).